# Angèle Bassolé-Ouédraogo
Angele Bassolé-Ouédraogo (sinh ngày 08 tháng 2 năm 1967) là một Ivoirian -born Canada nhà thơ và nhà báo. Bà đã giành được Giải thưởng Sách Trillium và được đề cử cho Giải thưởng Sách Ottawa.

## Tiểu sử
Cô sinh ra ở Abidjan, Côte d'Ivoire và lớn lên ở Thượng Volta. Bà là một độc giả cuồng nhiệt khi còn nhỏ, và được người thủ thư địa phương khuyến khích, người cuối cùng đã dạy bà ấy làm trợ lý của anh ấy, cho phép bà ấy tiếp cận với nhiều sách hơn bình thường. Bà đã viết bài thơ đầu tiên của mình vào khoảng 11 đến 12 tuổi, sau khi bị ảnh hưởng bởi anh trai của cô, Francis, người sẽ trở thành một nhà thơ nổi tiếng ở Côte d'Ivoire. Tác phẩm được xuất bản đầu tiên của cô là về Nelson Mandela khi anh vẫn còn bị giam cầm ở Nam Phi, được Jeune Afrique xuất bản ở Pháp khi cô 16 tuổi.
Bà học tại Đại học Ouagadougou và sau đó chuyển đến Canada sau khi cô nhận được một khoản trợ cấp để làm như vậy, nhận bằng tiến sĩ từ Đại học Ottawa và bằng báo chí của Đại học Montréal. Bà hiện là một nhà nghiên cứu trong nghiên cứu của phụ nữ tại Đại học Ottawa, và đang phát triển một dự án để đưa các nghiên cứu của phụ nữ đến các trường đại học có trụ sở ở châu Phi.
Cuốn sách Avec tes mots năm 2003 của bà đã giành giải thưởng Trillium Book cho thơ tiếng Pháp, trong khi Sahéliennes được đề cử cho Giải thưởng Sách Ottawa năm 2008 và là tác phẩm đầu tiên của bà được dịch sang tiếng Bồ Đào Nha. Từ năm 2009 đến 2012, bà làm cố vấn tại Burkina Faso về quyền bình đẳng nam nữ. Bà đã tạo ra nhà xuất bản của riêng mình ở Canada, Éditions Malaïka, mà bà nhắm đến để sử dụng để tập trung vào các chủ đề châu Phi.